# Понтійський підтип
Понтійська раса — група європеоїдної раси, поширена серед населення чорноморського узбережжя. Описана В. В. Бунаком в 1932 році згідно з його класифікацією рас. 
Іноді понтійську расу зближують з північнокавказькою, але відзначають у представників першої вужче обличчя. Мають ряд подібностей з каспійським підтипом середземноморської раси. Як і представників каспійського типу, понтійців також відносять до середземноморської раси, але за низкою показників понтійський підтип має набагато більше відмінностей з середземноморською расою, ніж каспійський тип. Серед стародавніх народів до понтійців належить хатти. Понтійці мають прямий ніс (за винятком колхської підгрупи — там переважає опукла спинка носа з горбиною), іноді з опущеним кінчиком, відрізняється від південнішого каспійського типу підвищеним відсотком світлих очей і волосся.

## Характерні ознаки
Понтійський антропологічний тип характеризується мезокефалією, темною або змішаною пігментацією волосся і очей, високим переніссям, опуклою спинкою носа, з опущеним кінчиком і підставою, значним зростанням бороди. Ріст середній з тенденцією до підвищення.

## Поширення
Тип поширений серед булгарів, південних українців, південних росіян

### Степовий тип
Мішари, зустрічається у росіян межиріччя Дона і Хопра.
Населення, що належить до цього комплексу, відрізняється середнім ростом, мезокефалією, невеликими абсолютними розмірами голови та обличчя, потемнінням кольору волосся і очей, середнім або нижче середнього зростанням бороди, ортохейлієй, послабленим ростом волосся на грудях, середньою профільованістю обличчя і порівняно сильним випинанням носа.

### Північно-понтійський тип
Мішарі, частина Мокшан.
Відрізняється деяким посвітленням і меншою інтенсивністю пігментації, меншим розвитком третинного волосяного покриву.  (на іл.) 

## Критика
Даний тип є одним з численних антропологічних типів європеоїдної раси. Дана концепція класифікації часто зазнає критики через зв'язок з дискримінаційною расовою теорією. 